# Kromosom 14
Kromosom 14 är ett av de 23 kromosomparen hos människor. Människor har normalt två kopior av detta kromosom. Kromosom 14 sträcker sig över cirka 107 miljoner baspar (byggmaterialet för DNA), och representerar mellan 3,5 procent av det totala DNA:t i cellerna. Kromosom 14 har 736 proteinkodande gener.

## Sjukdomar och tillstånd som är associerade med förändringar i kromosom 14:[3]
FOXG1-syndrom:
   - Beskrivning: En deletion av genetiskt material från den långa (q) armen av kromosom 14 kan orsaka FOXG1-syndromet. Det är en sällsynt sjukdom som kännetecknas av nedsatt utveckling och strukturella hjärnabnormaliteter. Deletionen inkluderar FOXG1-genen och flera närliggande gener.
   - Symtom: Nedsatt utveckling, strukturella hjärnabnormaliteter, karakteristiska ansiktsdrag, bristande anslutning mellan hjärnhalvorna.
Multipelt myelom:
   - Beskrivning: En translokation av genetiskt material från andra kromosomer till regionen 14q32 på kromosom 14 förekommer i 20-60% av fallen av multipelt myelom, en cancer som uppstår från plasmaceller.
   - Symtom: Onormal proliferation av plasmaceller, störningar i celldelning.
Ringkromosom 14-syndrom:
   - Beskrivning: Orsakad av en kromosomavvikelse känd som ringkromosom 14 eller r(14), där kromosomen bildar en cirkulär struktur genom att brytas i två platser och dess brutna ändar fusioneras.
   - Symtom: Intellektuell funktionsnedsättning, försenad utveckling, epilepsi.
Terminal deletion 14-syndrom:
   - Beskrivning: En sällsynt tillstånd orsakat av förlusten av flera gener i änden av den långa (q) armen på kromosom 14.
   - Symtom: Svag muskelton, mikrocefali, frekventa luftvägsinfektioner, försenad utveckling.
Uniparental disomy (UPD) 14:
   - Beskrivning: Uppstår när en person ärver båda kopior av kromosom 14 från en förälder istället för en från varje förälder.
   - Maternell UPD 14: Förknippad med prematur födsel, långsam tillväxt, kort statur, utvecklingsförsening.
   - Paternell UPD 14: Förknippad med överskott av fostervatten, bukväggshernia, karakteristiska ansiktsdrag, utvecklingsförsening.
Andra cancerformer:
   - Translokationer mellan kromosom 14 och andra kromosomer har associerats med olika typer av cancer, inklusive leukemier och lymfom.